# Akademie von Athen

Historisches Hauptgebäude als Teil der Athener Trilogie

Die Akademie von Athen (griechisch Ακαδημία Αθηνών) ist die führende Trägerin außeruniversitärer akademischer Forschung und zentrale wissenschaftliche Einrichtung in Griechenland. Sie hat ihren Sitz in der griechischen Hauptstadt Athen. Die Akademie von Athen ist Gründungsmitglied der Union Académique Internationale und des Internationalen Wissenschaftsrats (International Council for Science, ICSU) sowie Mitglied von ALLEA, EASAC, IAC und IAMP.

## Geschichte
Bereits 1824, während der Griechischen Revolution, bemühten sich griechische Akademiker um die Schaffung der Akademie im „Zentrum der Bildung in Griechenland“ (Thukydides) und als moderne Nachfolgerin der antiken Platonischen Akademie.
Durch Schenkung durch den österreichischen Baron Simon von Sina wurde im Jahre 1856 die nach ihm benannte klassizistische Akademie Sinea nach Plänen des dänischen Architekten Theophil von Hansen durch den Architekten Ernst Ziller errichtet, die Wandmalereien führte Christian Griepenkerl aus. Jedoch wurde die Akademie von Athen als Institution erst per Verfassungsdekret am 18. März 1926 als eine Akademie der Wissenschaften und Künste gegründet. Am 24. März 1926 übernahm der damalige Präsidentschaftsrat das Gebäude der „Akademie Sinaea“.

## Gliederung

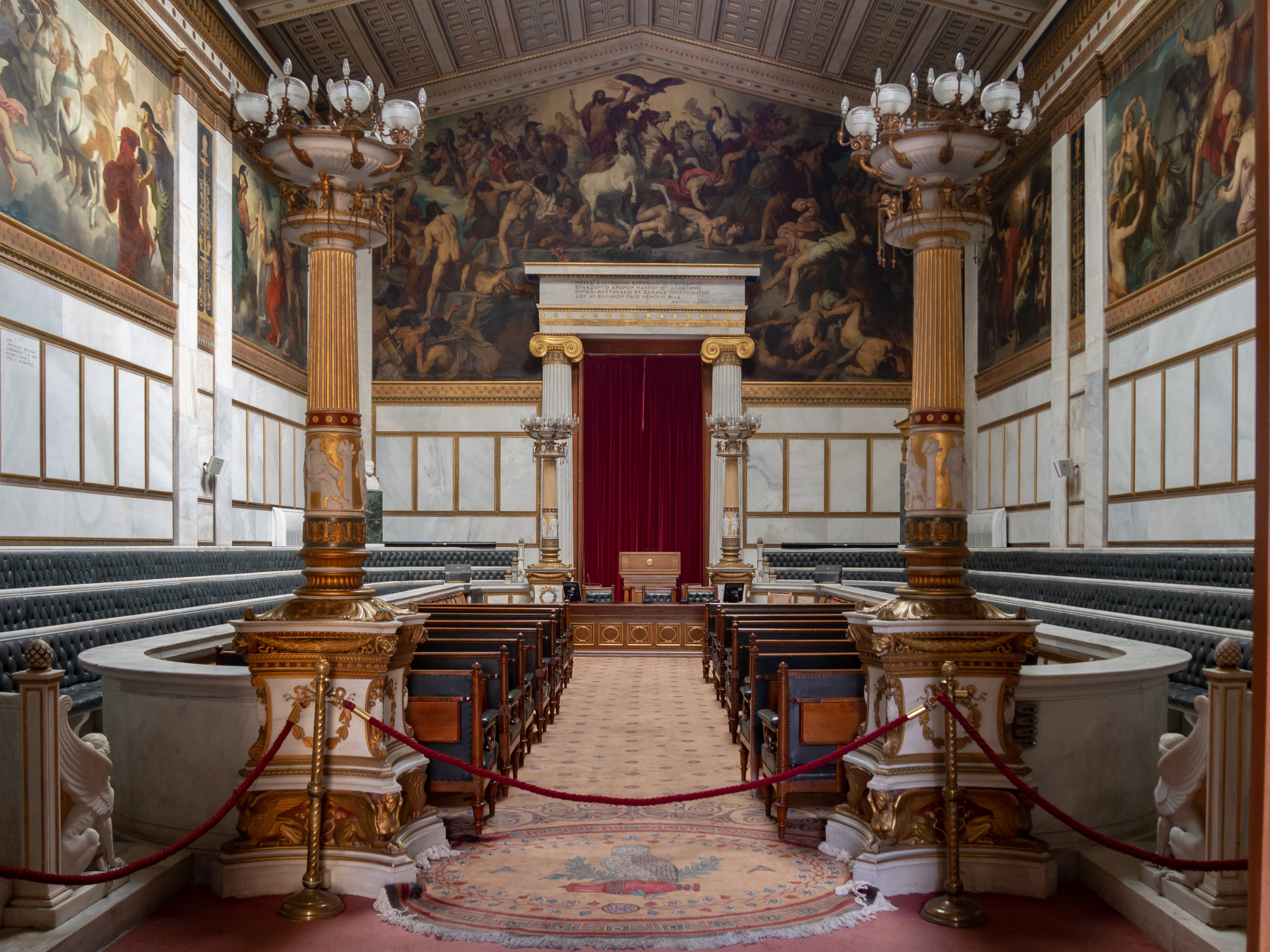
Sitzungssaal der Akademie

Die Akademie wird durch das Ministerium für Nationale Erziehung und Religion finanziert und durch den Senat der Akademie verwaltet. Letzterer besteht unter anderem aus dem jährlich neu gewählten Präsidenten und dem Vize-Präsidenten, der im jeweils darauffolgenden Jahr Amtsnachfolger des Präsidenten wird.
Die Athener Akademie gliedert sich in drei Sektionen:
1. Sektion der Wissenschaften
2. Sektion der Literatur und Bildenden Künste
3. Sektion der Ethik- und Politikwissenschaften

Die Ioannis-Sykoutris-Bibliothek ist die Zentralbibliothek der Akademie. Darüber hinaus verwaltet die Akademie derzeit 23 Forschungsinstitute in Griechenland sowie das ihr unterstellte Hellenische Institut für Byzantinische und Postbyzantische Studien in Venedig.

## Präsidenten der Akademie von Athen
- 1926 Fokion Negris
- 1927 Georgios N. Chatzidakis
- 1928 Konstantinos Zengelis
- 1929 Dimitrios Aeginitis
- 1930 Kostis Palamas
- 1931 Georgios Streit
- 1932 Alexandros Vournazos
- 1933 Konstantinos Raktivan
- 1934 Dimitrios Kambouroglous
- 1935 Michail Katsaras
- 1936 Theofilos Voreas
- 1937 Alexandros Mazarakis Aenian
- 1938 Antonios Keramopoulos
- 1939 Dimitrios Balanos
- 1940 Marinos Geroulanos
- 1941 Georgios Sotiriou
- 1942 Nikolaos Exarchopoulos
- 1943 Spyridon Dontas
- 1944 Konstantinos Amantos
- 1945 Georgios Balis
- 1946 Aristotelis Kouzis
- 1947 Ioannis Kalitsounakis
- 1948 Konstantinos Triantafyllopoulos
- 1949 Ioannis Politis
- 1950 Anastasios Orlandos
- 1951 Georgios Maridakis
- 1952 Emmanouil Emmanouil
- 1953 Sokratis Kougeas
- 1954 Grigorios Papamichail
- 1955 Georgios Ioakeimoglou
- 1956 Konstantinos Romaeos
- 1957 Panagiotis Poulitsas
- 1958 Georgios Fokas Kosmetatos
- 1959 Spyros Melas
- 1960 Panagiotis Bratsiotis
- 1961 Ioannis Trikkalinos
- 1962 Epaminondas Thomopoulos
- 1963 Ioannis Theodorakopoulos
- 1964 Ioannis Xanthakis
- 1965 Georgios Athanasiadis Novas
- 1966 Konstantinos Tsatsos
- 1967 Maximos Metsopoulos
- 1968 Errikos Skassis
- 1969 Amilkas Alivizatos
- 1970 Leonidas Zervas
- 1971 Spyridon Marinatos
- 1972 Grigorios Kasimatis
- 1973 Ilias Mariolopoulos
- 1974 Dionysios Zakythinos
- 1975 Panagiotis Zepos
- 1976 Nikolaos Louros
- 1977 Petros Charis
- 1978 Michail Stasinopoulos
- 1979 Caesar Alexopoulos
- 1980 Georgios Mylonas
- 1981 Ioannis Karmiris
- 1982 Periklis Theocharis
- 1983 Menelaos Pallantios
- 1984 Georgios Michailidis Nouaros
- 1985 Loukas Mousoulos
- 1986 Konstantinos Trypanis
- 1987 Konstantinos Bonis
- 1988 Georgios Merikas
- 1989 Solon Kydoniatis
- 1990 Georgios Vlachos
- 1991 Ioannis Toumbas
- 1992 Michail Sakellariou
- 1993 Konstantinos Despotopoulos
- 1994 Themistoklis Diannelidis
- 1995 Manusos Manusakas
- 1996 Ioannis Pesmazoglou
- 1997 Nicolaos Matsaniotis
- 1998 Agapitos Tsopanakis
- 1999 Georgios Mitsopoulos
- 2000 Nicolaos Artemiadis
- 2001 Nicolaos Conomis
- 2002 Ioannis Zizioulas
- 2003 Gregory Skalkeas
- 2004 Spyros Iakovidis
- 2005 Emmanuel Roucounas
- 2006 Konstantinos Stefanis
- 2007 Panayotis Vocotopoulos
- 2008 Konstantinos Drakatos
- 2009 Panos Ligomenidis
- 2010 Konstantinos Svolopoulos
- 2011 Apostolos Georgadis
- 2012 Georgios Kondopoulos
- 2013 Spyros Evangelatos
- 2014 Epaminondas Spiliotopoulos
- 2015 Dimitrios Nanopoulos
- 2016 Thanasis Valtinos
- 2017 Loukas Papadimos
- 2018 Antonios Kounadis
- 2019 Stephanios Imellos
- 2020 Anna Benaki-Psarouda